# The Century of the Self
The Century of the Self (of Century of Self) is een vierdelige serie documentaires die Adam Curtis in 2002 maakte voor de BBC.
De reeks is onderverdeeld in vier logisch op elkaar volgende programma's van één uur per stuk:
- Happiness Machines
- The Engineering of Consent
- There is a Policeman Inside All Our Heads: He Must Be Destroyed
- Eight People Sipping Wine in Kettering

De rode draad van de serie is Freuds theorie van de psychoanalyse en hoe die door de jaren heen door verschillende mensen gebruikt en misbruikt is om het grote publiek te manipuleren. Curtis richt zich in The Century of the Self met name op de politiek en het grote bedrijfsleven.
Belangrijke personen in de serie zijn Freuds neef Edward Bernays (een van de grondleggers van de public relations), Freuds dochter en kinderpsychologe Anna Freud en Wilhelm Reich, een van Freuds grootste critici. Zij groeiden in de loop van de 20e eeuw uit tot basis van grote invloeden op de consumptiemaatschappij en beïnvloeding van de moderne democratie. The Century of the Self verslaat het gebeuren van de genesis, begin twintigste eeuw, tot aan de huidige verschijningsvormen. De politieke verhoudingen en strategieën in met name Engeland (Labour versus de Conservative Party) en de Verenigde Staten (de gegroeide invloed van de Neo-Conservatives) begin 21e eeuw dienen daarbij ter illustratie.

## Prijzen
Curtis' documentaire werd verschillende keren bekroond. Hij werd Best Documentary Series (Broadcast Awards) en Historical Film Of The Year (Longman-History Today Awards).
Verder werd hij genomineerd voor Best Documentary Series (Royal Television Society), Best Documentary (Indie Awards), Best Documentary Series (Grierson Documentary Awards) en Best Documentary op de William Coupan Memorial Award.